# Abra Kadabra
Abra Kadabra è un personaggio immaginario, un super criminale dei fumetti dell'Universo DC ed un nemico di Flash. Comparve per la prima volta in Flash n. 128 e fu creato da John Broome e Carmine Infantino.

## Biografia del personaggio
Abra Kadabra proviene dal LXIV secolo, in un tempo dove la scienza rese la magia obsoleta. Tuttavia, egli desiderò professare una carriera come mago illusionista, così viaggiò indietro nel tempo per trovare un pubblico da intrattenere e presto si imbatté in Flash, Barry Allen. Infine, divenne uno stregone.
In una delle sue tante battaglie contro Flash, la tecnologia di Kadabra fu danneggiata ed il suo corpo divenne immateriale, simile a quello dei fantasmi. Dopo essere ritornato normale, fu catturato da un cacciatore di taglie di nome Peregrine, e fece ritorno alla sua epoca per essere giustiziato, sebbene fu salvato da Flash prima che la sentenza venisse eseguita. Poco dopo essere ritornato al XXI secolo, durante gli eventi di Underworld Unleashed, rinunciò ai suoi gadget tecnologicamente avanzati e ingannò 5 Nemici vendendo le loro anime a Neron così che potesse ottenere un potere magico vero, genuino. Successivamente, Kadabra rapì Linda Park, la fidanzata di Wally West, durante il loro matrimonio e la cancellò dalla storia, anche se infine venne sconfitto.
Abra Kadabra fu menzionato nella miniserie The Book of Magic di Neil Gaiman. Nel quarto numero, Timothy Hunter, scortato da Mister E, visitò il LXIV secolo, descritto da E come un secolo dove le differenze tra magia e tecnologia risulta poco chiara. Gli abitanti dissero loro che avevano scelto la "data" in cui inviare il "Matto Abhararakadhararbarakh". Timothy rispose "Abracadabra?" ma Mister E gli disse di non parlare con gli abitanti di quell'epoca; così continuarono la loro visita del futuro.
In Crisi infinita, Abra Kadabra fu membro della Società segreta dei supercriminali.
In Un Anno Dopo, lui e altri numerosi Nemici furono avvicinati da Inertia con un piano per uccidere Flash (Bart Allen). Anche se Inertia venne sconfitto, Kadabra e gli altri Nemici riuscirono a picchiare Bart fino alla morte, ma non prima che Kadabra riconoscesse che Bart era troppo giovane per essere il Flash con cui si erano scontrati così tante volte.

### Salvation Run
Abra Kadabra è uno dei criminali esiliati protagonisti di Salvation Run insieme ai suoi colleghi: Capitan Cold, Heat Wave, Mirror Master, e il Mago del Tempo. Imbattendosi nei pigmei locali del loro pianeta, Abra Kadabra decifrò il loro linguaggio e lo utilizzò per localizzare una "zona sicura" per sé e per gli altri Nemici prima di guidare i criminali spediti lì.
Fu un membro dei Nemici che si unirono alla Società segreta dei supercriminali di Libra.
Lo si vide infine in The Flash: Rebirth, dove fu attaccato dal Professor Zoom. Nel numero finale della miniserie, Abra sopravvisse all'attacco di Zoom, e creò una tuta che somigliava a quella del suo assalitore affermando che Zoom avrebbe dovuto assicurarsi che fosse morto.

## Poteri e abilità
Abra Kadabra è un potentissimo mago e può virtualmente accedere ad ogni cosa attraverso i suoi incantesimi. Originariamente, i suoi poteri erano dovuti alla tecnologia del LXIV secolo, anche se sembrò essere magia pura. Successivamente, il potere di Kadabra furono incrementati per includere la vera stregoneria quando strinse un patto con Neron, consentendogli di attingere al suo potere per manipolare le leggi della natura o della realtà a suo piacimento, diventare intangibile, trasmutare la materia, emettere energia, generare campi di forza, modificare le leggi spaziotemporali, spostarsi tra le dimensioni parallele o bandirvi qualsiasi creatura, comunicare telepaticamente, ipnotizzare qualunque essere vivente, teletrasportarsi, generare illusioni, spostare gli oggetti col pensiero, conferire poteri a persone, animali o cose, proiettare la sua forma astrale e perfino creare corpi celesti.

## In altri media

### Animazione
- Abra Kadabra comparve nell'episodio Flash, l'eroe della serie animata Justice League Unlimited. Comparve come personaggio di sfondo nel bar frequentato dai nemici di Flash.
- Abra Kadabra comparve nell'episodio Chill of the Night! della serie animata Batman: The Brave and The Bold. Batman si allea con Zatanna per fermarlo dal rapinare un museo, dove viene esposta la mostra dei maghi più grandi della storia. Mentre Batman teneva a bada le persone che Kadabra aveva sotto controllo, Zatanna si batté contro il criminale, e lo intrappolò nel suo cappello. Successivamente tirò fuori una gabbia con Kadabra all'interno, vincendo così la sfida di magia.

### Televisione
Abra Kadabra appare nella terza stagione della serie televisiva The Flash interpretato da David Dastmalchian, doppiato in italiano da Marco Mete.

### Pre-Crisi
- Flash n. 128 (maggio 1962): “The Case of the Real-Gone Flash!” John Broome
- Flash n. 133 (dicembre 1962): “The Plight of the Puppet-Flash,” John Broome
- Flash n. 149 (dicembre 1964): “Robberies by Magic!” Gardner Fox
- Flash n. 163 (agosto 1966): “The Day Magic Exposed Flash's Secret Identity!” John Broome
- Flash n. 170 (maggio 1967): “The See-Nothing Spells of Abra Kadabra!” Gardner Fox
- Flash n. 175 (dicembre 1967): “The Race to the End of the Universe,” E. Nelson Bridwell
- Flash n. 182 (settembre 1968): “The Thief Who Stole All the Money in Central City!” John Broome
- Flash n. 212 (febbraio 1972): “The Flash in Cartoon-Land!” Cary Bates
- Flash n. 246 e 247 (gennaio–marzo 1977): “Kill Me, Flash—Faster... Faster!” e “The Mad, Mad Earth of Abra Kadabra,” Cary Bates
- Flash n. 300 (agosto 1981): “1981—A Flash Odyssey,” Cary Bates
- Flash n. 343 (marzo 1985): “Revenge and Revelations,” Cary Bates (solo la silhouette)
- Flash n. 349 (maggio–settembre 1985): The Trial of the Flash, Cary Bates (travestito da Zoom)
- Flash n. 350 (ottobre 1985): “Flash Flees,” Cary Bates

### Post-Crisi
- Flash n. 23 (febbraio 1989): “The Clipper Returns,” William Messner-Loebs
- Flash n. 67 e 68 (agosto–settembre 1992): “Misdirection” e “Beat the Clock,” Mark Waid
- Flash n. 90 (maggio 1994): “On the Run,” Mark Waid
- Flash n. 94 (settembre 1994): “Reckless Youth Chapter 3: Just Do It,” Mark Waid
- Flash n. 116 e 117 (agosto–settembre 1996): “Race Against Time” Parti 4 & 5, Mark Waid
- Flash n. 144 (gennaio 1999): “Nature vs. Nurture,” Mark Waid e Brian Augustyn (solo la silhouette)
- Flash n. 152 (settembre 1999): “New Kid In Town,” Mark Waid e Brian Augustyn (solo la silhouette)
- Flash n. da 155 a 158 (dicembre 1999–marzo 2000): The Dark Flash Saga, Mark Waid e Brian Augustyn
- DC First: Flash/Superman (luglio 2002): “Speeding Bullets,” Geoff Johns
- Flash n. 207 e 208 (aprile–maggio 2004): “Rush Hour” e “The Red Carpet,” Geoff Johns
- Flash n. 217 (febbraio 2005): “Post-Crisis,” Geoff Johns

### Un Anno Dopo
- The Flash: The Fastest Man Alive n. 7 (febbraio 2007): “Speedquest Chapter 1: Angel City,” Danny Bilson & Paul DeMeo
- The Flash: The Fastest Man Alive n. 11 (giugno 2007): “Full Throttle Part 3: Storm Front,” Marc Guggenheim